# Rheezerveen
Rheezerveen est un village dans la commune néerlandaise de Hardenberg, dans la province d'Overijssel. Le 1er janvier 2006, le village comptait 637 habitants.